# Assist
Assist är i ett uttryck inom olika idrotter (med olika definitioner) för en målgivande passning. Det förs ofta statistik över antal assist och en spelare som gör många brukar uppmärksammas för det. 